# مطابقة الكتل والتصفية ثلاثية الأبعاد

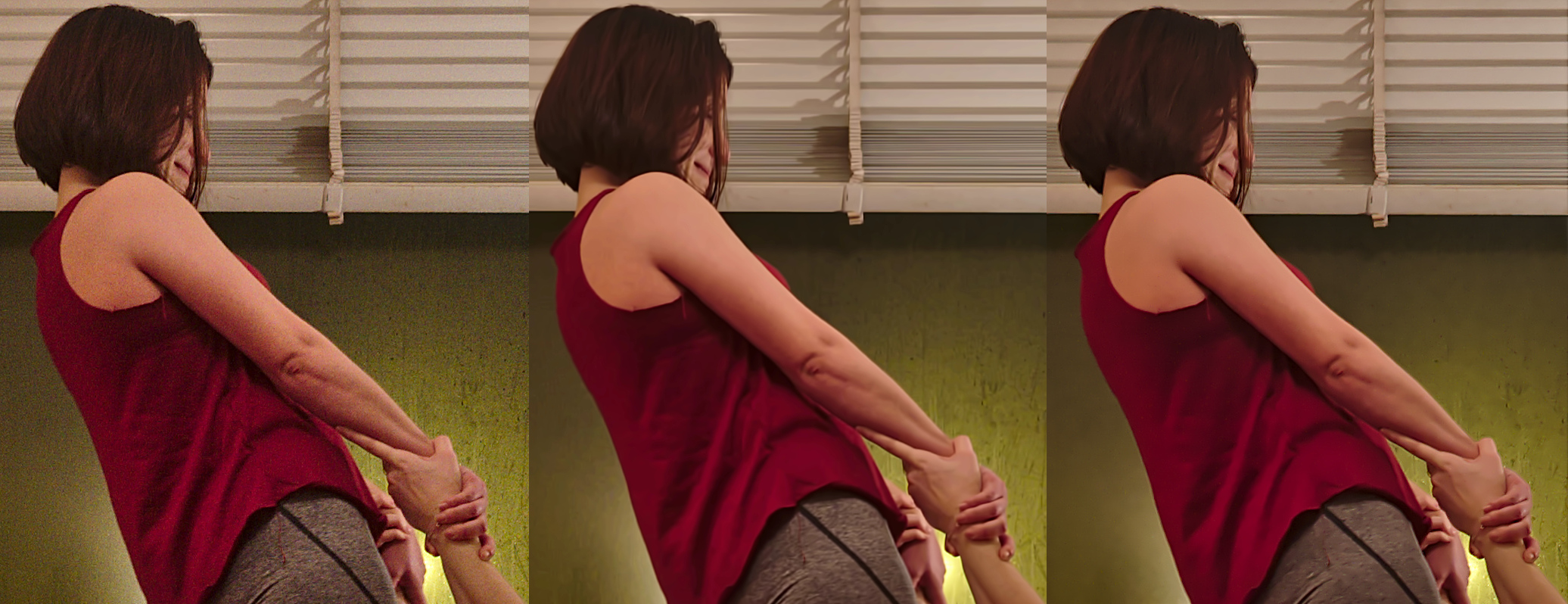
اليسار: المقطع الأصلي مأخوذ صورة خام حُصل عليها من ايزو800 الأوسط: مصفاة من التشويش باستخدام bm3d-gpu يمين: مصفاة من التشويش باستخدام داركتيبل 2.4.0

مطابقة الكتلة والترشيح ثلاثي الأبعاد (BM3D) هي خوارزمية ثلاثية الابعاد لمطابقة الكتل وتُستخدم أساسياً من أجل الحد من الضوضاء في الصور.وهي واحدة من توسعات منهجية الوسائل غير المحلية. هناك مرحلتان في المطابقة: مرحلة العتبة الصلبة ومرحلة مرشح فينر، وكلاهما يشمل الأجزاء التالية: التجميع، والتصفية التعاونية، والتجميع. تعتمد هذه الخوارزمية على تمثيل موسع في موقع التحويل.

## الطريقة

### التجميع
تُجمع أجزاء الصور معًا استنادًا إلى التشابه، ولكن ليس مثل الخوارزمية التصنيفية او طريقة التحليل العنقودي، لا تكون أجزاء الصورة بالضرورة منفصلة (أي ليس بالضرورة وجود تقاطع). خوارزمية مطابقة الكتل أقل تطلباً من الناحية الحسابية وتعد مفيدة في وقت لاحق في خطوة التجميع. ومع ذلك، تحتوي الأجزاء على نفس الحجم. يُجمع الجزء إذا كان اختلافه مع الجزء المرجعي أقل من عتبة محددة. ويطلق على تقنية التجميع هذه مطابقة الكتلة، وعادة ما تستخدم لتجميع المجموعات المتشابهة عبر إطارات مختلفة من الفيديو الرقمي، من ناحية أخرى قد تقوم خوارزمية ثلاثية الابعاد لمطابقة الكتل بتجميع ماكرو بلوك الموسعة في إطار واحد. ثم تُكدس أو تُجمع كل أجزاء الصورة في مجموعة معاً لتشكيل أشكال تشبه أسطوانة ثلاثية الأبعاد.

### التصفية التعاونية
تُصفى على كل مجموعة أجزاء من خلال  تطبيق التحويل الخطي الأبعاد d + 1، متبوعًا بتقليص نطاق التحويل مثل مرشح فينر، ثم تُحول التحويل الخطي لإعادة إنتاج جميع الأجزاء (المصفاة)[بحاجة لتوضيح]

### التجميع
تُحول الصورة إلى شكل ثنائي الأبعاد. جميع أجزاء الصورة المتداخلة تتشارك معدل (متوسط) الوزن لضمان ترشيحها للضوضاء مع الاحتفاظ بإشاراتها المميزة.

## إضافات

### الصور الملونة
يمكن معالجة صور ار جي بي مثلها مثل صورة التدرجات الرمادية. يجب تطبيق تحويل النصوع- التلونية على صورة ار جي بي. بعد ذلك يُكمل التجميع على قناة النصوع التي تحتوي على معظم المعلومات المفيدة ونسبة الإشارة إلى الضوضاء (نسبة الإشارة إلى الضجيج) العالية. يعمل هذا الأسلوب لأن الضوضاء في قنوات التلوّن مرتبطة بقوة بقوة قناة النصوع، وهي توفر حوالي ثلث وقت الحساب لأن التجميع يأخذ ما يقرب من نصف وقت الحساب المطلوب.

### إعادة الوضوح
مُددت خوارزمية ثلاثية الابعاد لمطابقة الكتل (IDD-BM3D) لأداء إزالة التباين وتقليل الضوضاء باستخدام ميزان توازن ناش للوظيفتين الموضوعيتين.

### الشبكات العصبية
وقد اُقترح نهج يجمع بين الشبكات العصبية ويظهر نتائج أفضل (وإن كان ذلك مع وقت أبطأ). اُصدر كود ماتلاب لغرض البحث.

## التنفيذ
- مرجع التنفيذ باستخدام ماتلاب مسموح  بموجب المصادر المفتوحة:[5] BM3D
- تنفيذ مع توثيق جيد[6] باستخدام لغة السي تحت رخصة جنو العمومية: bm3d
- كودا وسي++ مصرح تحت رخصة جنو العمومية: bm3d-gpu